# Geranium argenteum
Geranium argenteum är en näveväxtart som beskrevs av Carl von Linné. Geranium argenteum ingår i släktet nävor, och familjen näveväxter. Inga underarter finns listade i Catalogue of Life.